# Variante Pueyrredón
La Variante Pueyrredón, oficialmente llamada Gobernador Dr. José Antonio Ceballos, es una autovía de la ciudad de Córdoba, ubicada al oeste de dicha ciudad, que une las avenidas Colón, Cárcano y Ejército Argentino (en la rotonda El Tropezón), con la Autopista Córdoba - Carlos Paz, y, mediante un nudo vial, con la Avenida Fuerza Aérea Argentina (en cercanías del predio de la Fuerza Aérea Argentina). Esta avenida forma parte, junto con la Avenida Cárcano, de la Ruta Provincial  U 304  y pertenece en su totalidad a la Red de Accesos de la Ciudad de Córdoba.
Esta autovía, en sus comienzos, era de una sola mano, construida en 1971, junto con la Autopista Córdoba - Carlos Paz, estas dos carreteras estaban unidas por una rotonda; a fines de la década del 90, se duplica esta ruta y se la une a la Autopista Córdoba - Carlos Paz creándose el nudo con la Avenida Fuerza Aérea Argentina. Actualmente esta autovía está iluminada totalmente.
En sus alrededores se encuentran los campos pertenecientes, por un lado, al Ejército Argentino, y por otro lado, la Fuerza Aérea Argentina junto a la Guarnición Aérea Córdoba y la Escuela de Aviación.

## Toponimia
Recibió el nombre de Avenida Revolución Libertadora.[cita requerida] El mismo fue modificado por la Municipalidad de Córdoba mediante la ordenanza N° 8281 del año 1987, imponiéndole la denominación de Gobernador Dr. José Antonio Ceballos, la cual conserva. No obstante, aún sigue siendo conocida con su antigua designación.